# نیلز جوئل انگلوند
نیلز جوئل انگلوند (انگلیسی: Nils-Joel Englund؛ ۷ آوریل ۱۹۰۷ – ۲۳ ژوئن ۱۹۹۵ (aged 88)) ورزشکار اسکی صحرانوردی اهل سوئد بود.
وی در مسابقات کشوری و بین‌المللی در مجموع برندهٔ ۳ مدال طلا، ۱ مدال نقره، ۳ مدال برنز شده‌است.